# Чешуелобые полозы
Чешуелобые полозы, или диадемовые змеи (лат. Spalerosophis) — род змей семейства ужеобразных.
Близок роду Coluber. Длина до 160 см. Представители рода распространены в Северной Африке, и Азии от Аравийского полуострова на западе до Пакистана и северной Индии на востоке. На территории бывшего СССР, в Средней Азии и на юге Казахстана, распространён один вид этого рода — чешуелобый, или полосатый, полоз (Spalerosophis diadema), обычный в Каракумах.

## Виды
Род включает 6 видов:
- Spalerosophis arenarius — краснопятнистый чешуелобый полоз
- Spalerosophis atriceps — королевская диадемовая змея, или чёрный чешуелобый полоз
- Spalerosophis diadema — чешуелобый, или пятнистый (диадемовый), полоз[3]
- Spalerosophis dolichospilus — чешуелобый полоз Вернера
- Spalerosophis josephscorteccii
- Spalerosophis microlepis — малочешуйчатый чешуелобый полоз